# Tuyến Gwacheon
Tuyến Gwacheon là tuyến tàu điện ngầm quản lý bởi Tàu điện ngầm Seoul, ở Seoul, Hàn Quốc. Nó là một phần của Tàu điện ngầm Seoul tuyến 4, Seoul Metro

## Ga
| Số ga                                               | Tên ga                                              | Tên ga                                              | Tên ga                                              | Chuyển tuyến                                        | Khoảng cách                                         | Tổng khoảng cách                                    | Vị trí                                              | Vị trí                                              |
| Số ga                                               | Tiếng Anh                                           | Hangul                                              | Hanja                                               | Chuyển tuyến                                        | Khoảng cách                                         | Tổng khoảng cách                                    | Vị trí                                              | Vị trí                                              |
| ↑ Tàu điện ngầm Seoul tuyến số 4 Hướng đi ga Sadang | ↑ Tàu điện ngầm Seoul tuyến số 4 Hướng đi ga Sadang | ↑ Tàu điện ngầm Seoul tuyến số 4 Hướng đi ga Sadang | ↑ Tàu điện ngầm Seoul tuyến số 4 Hướng đi ga Sadang | ↑ Tàu điện ngầm Seoul tuyến số 4 Hướng đi ga Sadang | ↑ Tàu điện ngầm Seoul tuyến số 4 Hướng đi ga Sadang | ↑ Tàu điện ngầm Seoul tuyến số 4 Hướng đi ga Sadang | ↑ Tàu điện ngầm Seoul tuyến số 4 Hướng đi ga Sadang | ↑ Tàu điện ngầm Seoul tuyến số 4 Hướng đi ga Sadang |
| --------------------------------------------------- | --------------------------------------------------- | --------------------------------------------------- | --------------------------------------------------- | --------------------------------------------------- | --------------------------------------------------- | --------------------------------------------------- | --------------------------------------------------- | --------------------------------------------------- |
| 434                                                 | Namtaeryeong                                        | 남태령                                              | 南泰嶺                                              |                                                     | 2.0                                                 | 14.4                                                | Seoul                                               | Seocho-gu                                           |
| 435                                                 | Seonbawi                                            | 선바위                                              | 선바위                                              |                                                     | 1.0                                                 | 12.4                                                | Gyeonggi-do                                         | Gwacheon                                            |
| 436                                                 | Công viên trường đua ngựa Seoul                     | 경마공원                                            | 競馬公園                                            |                                                     | 0.9                                                 | 11.4                                                | Gyeonggi-do                                         | Gwacheon                                            |
| 437                                                 | Seoul Grand Park (Seoul Land)                       | 대공원 (서울랜드)                                   | 大公園 (서울랜드)                                   |                                                     | 1.0                                                 | 10.5                                                | Gyeonggi-do                                         | Gwacheon                                            |
| 438                                                 | Gwacheon                                            | 과천                                                | 果川                                                |                                                     | 1.0                                                 | 9.5                                                 | Gyeonggi-do                                         | Gwacheon                                            |
| 439                                                 | Khu phức hợp Chính phủ Gwacheon                     | 정부과천청사                                        | 政府果川廳舍                                        |                                                     | 3.0                                                 | 8.5                                                 | Gyeonggi-do                                         | Gwacheon                                            |
| 440                                                 | Indeogwon                                           | 인덕원                                              | 仁德院                                              |                                                     | 1.6                                                 | 5.5                                                 | Gyeonggi-do                                         | Anyang-si                                           |
| 441                                                 | Pyeongchon                                          | 평촌                                                | 坪村                                                |                                                     | 1.3                                                 | 3.9                                                 | Gyeonggi-do                                         | Anyang-si                                           |
| 442                                                 | Beomgye                                             | 범계                                                |                                                     |                                                     | 2.6                                                 | 2.6                                                 | Gyeonggi-do                                         | Anyang-si                                           |
| 443                                                 | Geumjeong                                           | 금정                                                | 衿井                                                | (P149)                                              | -                                                   | 0.0                                                 | Gyeonggi-do                                         | Gunpo-si                                            |
| ↓ Tuyến Ansan Hướng đi ga Sanbon                    |                                                     |                                                     |                                                     |                                                     |                                                     |                                                     |                                                     |                                                     |